# IEEE 802.2
IEEE 802.2，是包含在IEEE 802標準之中的一種工業標準，是電腦網路中的軟體元件標準。它定義了逻辑链路控制層，是OSI模型中數據鏈路層的上層部份。
LLC 是一個軟體元件,為資料鏈結服務的使用者(通常是網路層)提供統一的介面。LLC可以提供三种类型的服务。
- 未確認的無連接模式服務（強制性）
- 连接模式服务（可选）
- 确认的无连接模式服务（可选）。

另一方面，LLC會使用到媒体访问控制（MAC）的服务，这取决于具体的传输介质（以太网、令牌环、光纖分散式資料介面、802.11等）。除以太网外，LLC是所有IEEE 802网路都必须使用的。此外，不属于IEEE 802系列的光纖分散式資料介面（FDDI）中也會使用LLC。

## 外部連結
- IEEE 802.2線上文件（页面存档备份，存于）